# Darryl Dawkins
Darryl R. Dawkins (Orlando, Florida, 11 de enero de 1957-Allentown, Pensilvania, 27 de agosto de 2015) fue un jugador y entrenador de baloncesto estadounidense que jugó en diferentes equipos de la NBA durante 14 temporadas en las décadas de los 70 y los 80. Con sus 2,11 metros de estatura y sus 125 kilos de peso, jugaba de pívot, y destacó por su rotunda forma de machacar el aro rival. Recibió, entre otros, los apodos de Chocolate Thunder (trueno de chocolate) y patentó The Gorilla dunk (el mate gorila).

## Trayectoria deportiva

### High School
Dawkins jugó en el High School de Maynard Evans, en su ciudad natal, Orlando, y fue uno de los primeros jugadores que pasaron directamente del instituto a la NBA, sin pasar por la universidad.

### Profesional
Fue elegido en la quinta posición del Draft de la NBA de 1975, con 18 años recién cumplidos, por los Philadelphia 76ers. En sus dos primeras temporadas apenas entró en los planes de su entrenador, y no fue hasta 1977 cuando pudo demostrar su poder intimidador en las canchas, con más minutos de juego. A partir de ese momento, sus estadísticas se movieron en los 15 puntos y 8 rebotes por partido. Fue traspasado a los New Jersey Nets en 1982, donde permaneció, con similares números, hasta 1986. En sus dos posteriores años, los últimos de su carrera profesional, apenas jugó dos docenas de partidos con los Utah Jazz y los Detroit Pistons.
Pero en lo que realmente destacó Dawkins fue en los terribles mates que realizaba, a los cuales solía poner nombre. In Your Face Disgrace, The Go-rilla, Earthquaker Shaker, Candyslam, Dunk You Very Much... fueron algunos de ellos. En la temporada 1979-80 rompió dos tableros de canasta en apenas 23 días, el primero de ellos en Kansas City y el segundo en el Wachovia Spectrum de Filadelfia.
Posteriormente fue a jugar a Europa, concretamente al Philips Milano, donde dejó un récord, el de más rebotes capturados en una Final Four de la Copa de Europa de Baloncesto, con 19 capturas.

## Muerte
Darryl Dawkins murió el 27 de agosto de 2015 en el estado de Pensilvania de un ataque al corazón, según informó su familia.